# All the News That’s Fit to Sing
All the News That’s Fit to Sing ist ein Studioalbum von Phil Ochs. Es wurde 1964 für Elektra Records aufgenommen.

## Themen
Mit dem Album sollen Geschichten über alltägliche Kämpfe und Nöte zu erzählt werden.
Unter diesen Geschichten war die von William Worthy, einem amerikanischen Journalisten, der nach Kuba reiste und dem die Rückkehr in die Vereinigten Staaten verboten war. Die Bürgerrechtler Medgar Evers und Emmett Till wurden in "Too Many Martyrs" (alternativ bekannt als "The Ballad of Medgar Evers") gewürdigt. Der Vietnamkrieg und die Kubakrise wurden mit satirischen Mitteln kritisiert. Das Gedicht The Bells von Edgar Allan Poe wurde vertont. "The Thresher" war eine Ode an den Untergang des amerikanischen Atom-U-Bootes Thresher. Das Lied "Celia" handelt von der langen Trennung von William J. Pomeroy und seiner Frau Celia Mariano Pomeroy aufgrund ihrer Opposition gegen die koloniale Besetzung der Philippinen durch die USA.

## Name
Der Titel bezieht sich auf das Motto der New York Times: "All the news that’s fit to print".

## Tracklist
1. "One More Parade" (Ochs, Bob Gibson) – 3:00
2. "The Thresher" – 2:50
3. "Talkin’ Vietnam" – 3:38
4. "Lou Marsh" – 4:04
5. "Power and the Glory" – 2:15
6. "Celia" – 3:08
7. "The Bells" (E. A. Poe) – 3:00
8. "Automation Song" – 2:08
9. "Ballad of William Worthy" – 2:15
10. "Knock on the Door" – 2:47
11. "Talkin’ Cuban Crisis" – 2:40
12. "Bound for Glory" – 3:15
13. "Too Many Martyrs" (Ochs, Bob Gibson) – 2:46
14. "What’s That I Hear" – 2:00
15. "Bullets of Mexico" – 2:34 – Bonustrack

Alle Songs, sofern nicht vermerkt, wurden von Phil Ochs geschrieben.

## Beteiligte
- Phil Ochs – erste Gitarre, Gesang, Text
- Danny Kalb – zweite Gitarre
- John Sebastian – Mundharmonika auf "Bound For Glory" (nicht im Abspann)
- Paul A. Rothchild – Aufnahmeleiter
- Jac Holzman – Produktionsleiter